# Saltos ornamentais no Campeonato Europeu de Esportes Aquáticos de 2012 - Trampolim 3 m sincronizado masculino
A prova do trampolim 3 m sincronizado masculino dos saltos ornamentais no Campeonato Europeu de Esportes Aquáticos de 2012 foi realizada no dia 18 de maio em Eindhoven nos Países Baixos. 

## Calendário
| Fase       | Data       | Hora  |
| ---------- | ---------- | ----- |
| Preliminar | 18 de maio | 14:00 |
| Final      | 18 de maio | 19:30 |

Todos os horários estão no horário local (UTC+1)

## Medalhistas
| Ouro                                      | Prata                                      | Bronze                                    |
| Rússia · Evgeny Kuznetsov · Ilya Zakharov | Alemanha · Patrick Hausding · Stephan Feck | Ucrânia · Oleksiy Pryhorov · Illya Kvasha |

## Resultados
Esses foram os resultados da competição.
| Pos.              | Saltador                            | Nacionalidade | Preliminar | Preliminar | Final  | Final |
| Pos.              | Saltador                            | Nacionalidade | Pontos     | Pos.       | Pontos | Pos.  |
| ----------------- | ----------------------------------- | ------------- | ---------- | ---------- | ------ | ----- |
| Medalha de ouro   | Evgeny Kuznetsov Ilya Zakharov      | Rússia        | 441.30     | 1          | 445.92 | 1     |
| Medalha de prata  | Patrick Hausding Stephan Feck       | Alemanha      | 411.63     | 3          | 433.68 | 2     |
| Medalha de bronze | Oleksiy Pryhorov Illya Kvasha       | Ucrânia       | 429.60     | 2          | 432.48 | 3     |
| 4                 | Damien Cely Matthieu Rosset         | França        | 410.73     | 4          | 404.43 | 4     |
| 5                 | Chris Mears Nicholas Robinson-Baker | Reino Unido   | 391.05     | 5          | 390.84 | 5     |
| 6                 | Andrei Pawluk Youheni Karaliou      | Bielorrússia  | 355.95     | 8          | 356.28 | 6     |
| 7                 | Nicola Marconi Tommaso Marconi      | Itália        | 370.44     | 7          | 329.16 | 7     |
| 8                 | Ramon de Meijer Yorick de Bruijn    | Países Baixos | 372.30     | 6          | 308.79 | 8     |
| 9                 | Andrzej Rzeszutek Artur Cislo       | Polónia       | 351.87     | 9          |        |       |